# Emina Karic
Emina Karic, verheiratete Emina Altfeld (* 5. April 1991 in Doboj) ist eine ehemalige deutsche Basketballspielerin.

## Laufbahn
Karic kam als Kleinkind aus Bosnien nach Deutschland und wuchs in Recklinghausen auf. Sie wechselte im Alter von 14 Jahren von Citybasket Recklinghausen zum Herner TC. 2007 wurde sie mit Hernes Damen unter der Leitung von Trainer Marek Piotrowski Zweite der 2. Bundesliga Nord, hernach trat sie mit Herne in der 1. Damen-Basketball-Bundesliga an. Nach dem Abstieg 2011 gelang ihr mit dem HTC 2012 die Bundesliga-Rückkehr.
2012 verließ sie den Herner TC und spielte in der Saison 2012/13 für den Drittligisten CB Cornellà in der spanischen Region Katalonien. Anschließend kehrte die 1,79 Meter große Flügelspielerin nach Herne zurück.
In ihrem letzten Bundesliga-Spieljahr (2018/19) gewann sie als Spielführerin mit Herne den deutschen Meistertitel sowie den DBBL-Pokal. Nach ihrem Abschied vom Leistungssport rief sie die Wohltätigkeitsinitiative „HTC hilft“ ins Leben und übernahm deren Leitung.
Sie nahm 2008 und 2009 an den B-Europameisterschaften der Altersklasse U18 sowie an der U20-Europameisterschaft 2011 teil. Karic bestritt sechs A-Länderspiele, alle im Juli 2015 im Rahmen eines Turniers in der Volksrepublik China.
Mit ihrer Hochzeit im Jahr 2020 nahm sie den Nachnamen Altfeld an. Sie wurde beruflich als Lehrerin für Sport und Spanisch tätig.